# 페데르 세베린 크뢰위에르

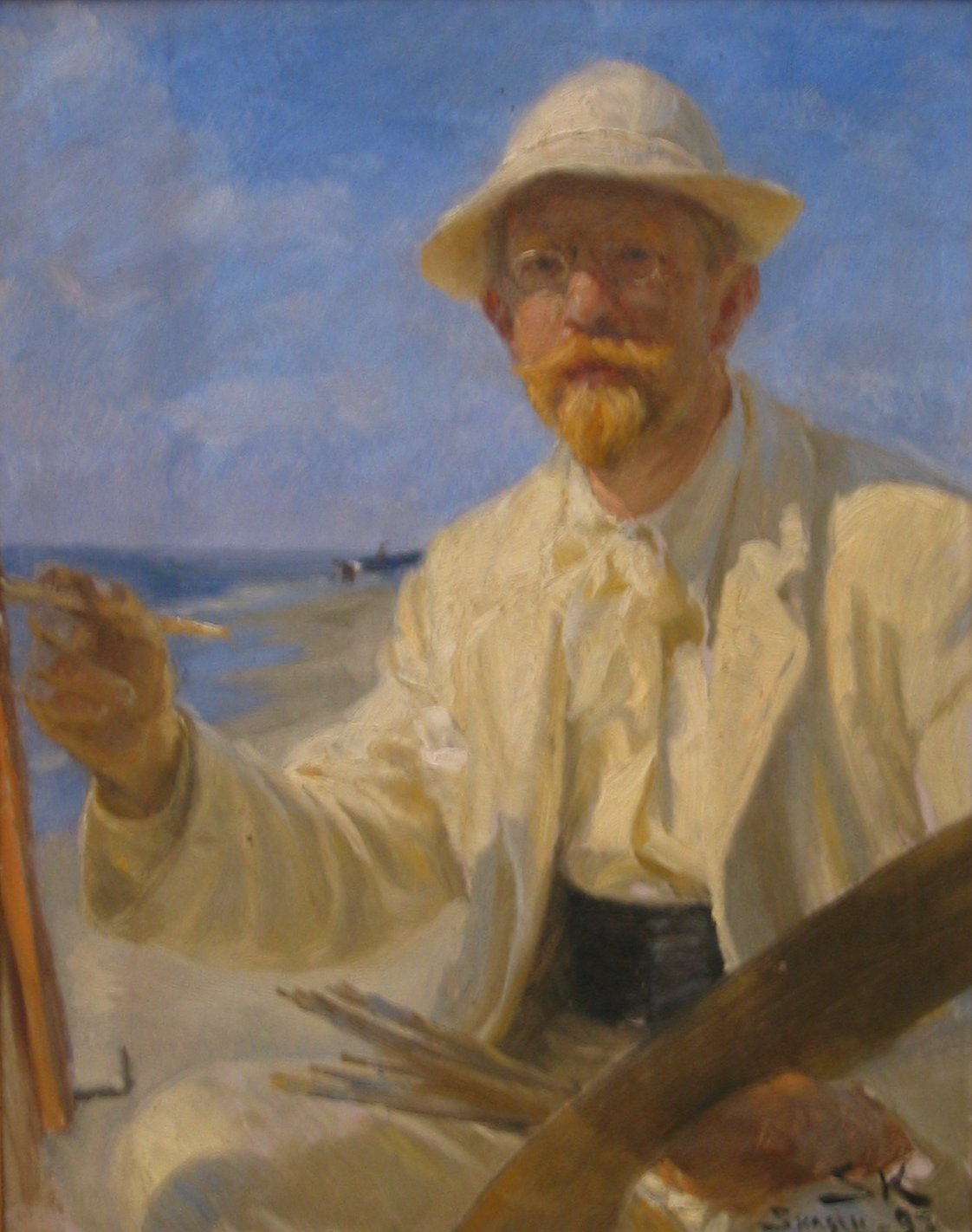
1897년에 제작된 페데르 세베린 크뢰위에르의 자화상

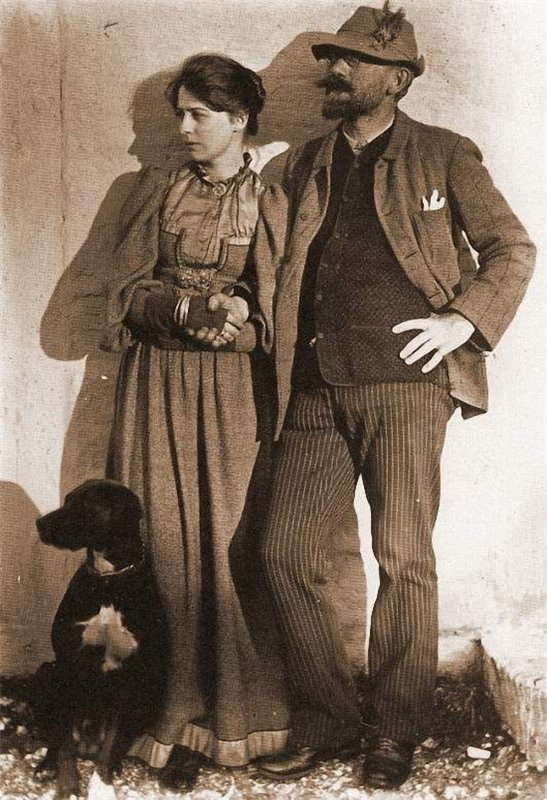
크뢰위에르 부부

페데르 세베린 크뢰위에르(덴마크어: Peder Severin Krøyer, 1851년 7월 23일 노르웨이 스타방에르 ~ 1909년 11월 21일 덴마크 스카겐)는 덴마크의 화가이다. 필명으로 P. S. 크뢰위에르(P. S. Krøyer)를 사용하기도 했다.

## 생애
노르웨이 스타방에르 출신이다. 덴마크의 동물학자인 헨리크 니콜라이 크뢰위에르(Henrik Nikolai Krøyer)와 결혼한 큰어머니 밑에서 성장했으며 나중에 코펜하겐으로 이주하게 된다. 9세부터 미술 교육을 받으면서 예술적인 재능을 보였고 1870년에는 덴마크 왕립 미술 아카데미에서 회화 교육을 받게 된다.
1871년 샤를로텐보르궁(Charlottenborg)에서 열린 미술 작품 전시회에서 자신의 친구였던 화가인 프란스 슈바르츠(Frans Schwartz)의 초상화를 출품하면서 미술계에 데뷔하게 된다. 1874년에는 덴마크의 담배 사업가 겸 미술품 수집가인 헤인리크 히르슈스프풍(Heinrich Hirschsprung)이 처음으로 페데르 세베린 크뢰위에르의 그림을 구입하면서 장기간에 걸친 지원에 나서게 된다.
1877년부터 1881년까지 유럽 각지를 여행하던 동안에 여러 예술가들을 만나면서 미술 기법을 배우게 된다. 특히 프랑스 파리에서 체류하던 동안에는 클로드 모네, 알프레드 시슬레, 에드가 드가, 피에르 오귀스트 르누아르, 에두아르 마네와 같은 인상주의 화가들이 제작한 미술 작품의 영향을 받으면서 자신만의 예술관을 발전시키게 된다.
1882년에 덴마크로 귀환하면서 윌란반도 북부에 위치한 예술가들의 집단 거주 구역인 스카겐에 거주했다. 1889년에는 스카겐에서 활동하던 화가인 마리 크뢰위에르(Marie Krøyer, 본명은 마리 트리프케(Marie Triepcke))와 결혼했는데 이들 부부의 결혼식은 마리 크뢰위에르가 태어난 독일에서 진행되었다. 마리 크뢰위에르와의 부부 관계는 1905년에 이혼할 때까지 지속되었다. 1909년 스카겐의 병원에서 건강 악화로 인해 사망했다.
페데르 세베린 크뢰위에르의 그림은 스카겐의 바닷가, 스카겐의 주민들과 어부들의 일상생활을 소재로 한 경우가 많은 편이며 생동감이 넘치는 것이 특징이다. 그의 주요 작품으로는 《아나 앙케르와 마리 크뢰위에르가 있는 스카겐 남쪽 해안의 여름 저녁》(Sommeraften ved Skagen Sønderstrand med Anna Ancher og Marie Krøyer, 1893년)이 있다.

## 갤러리

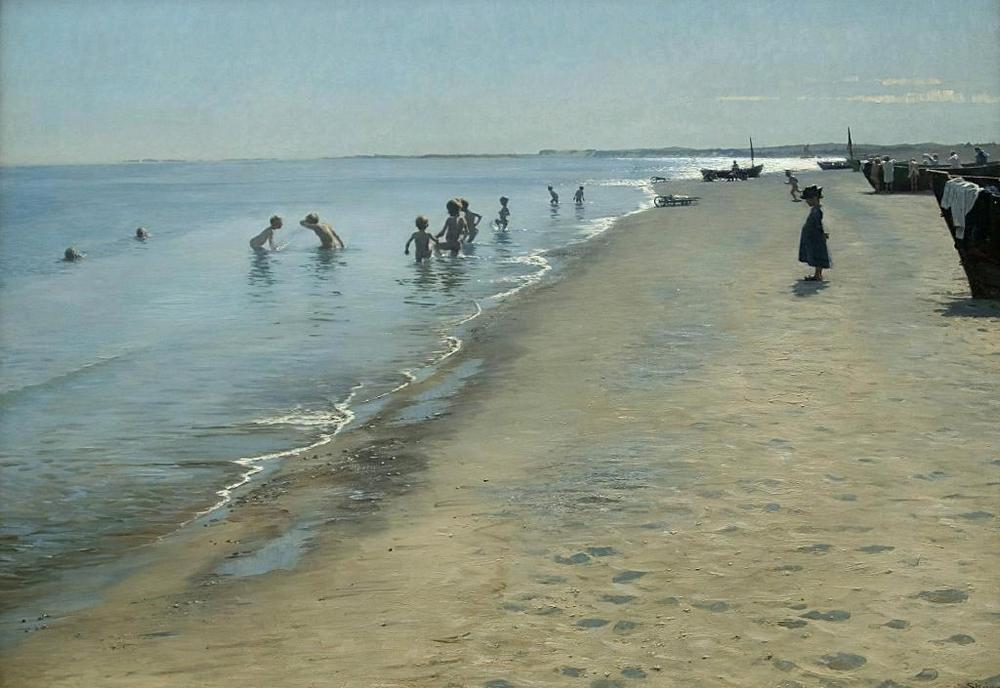
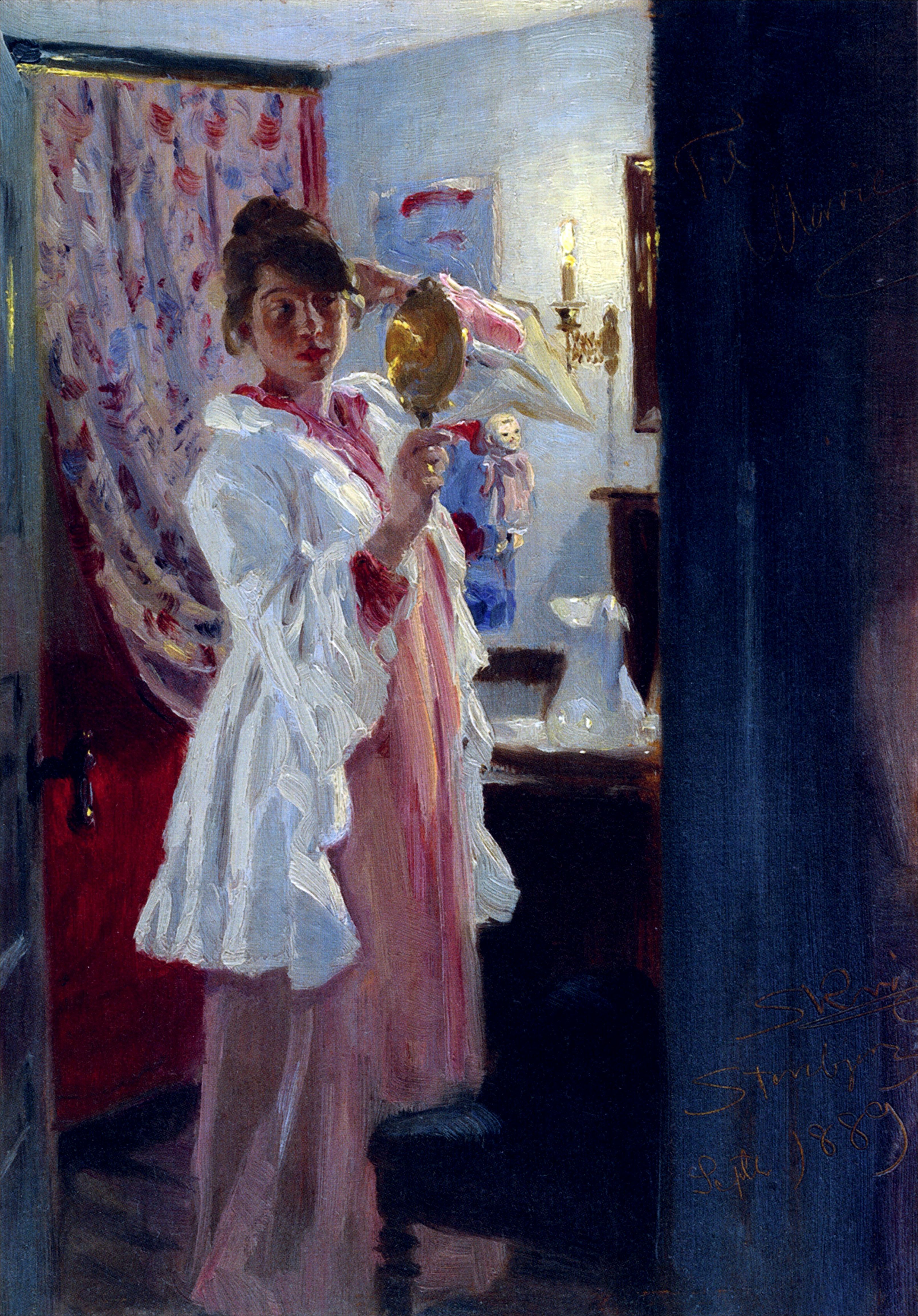
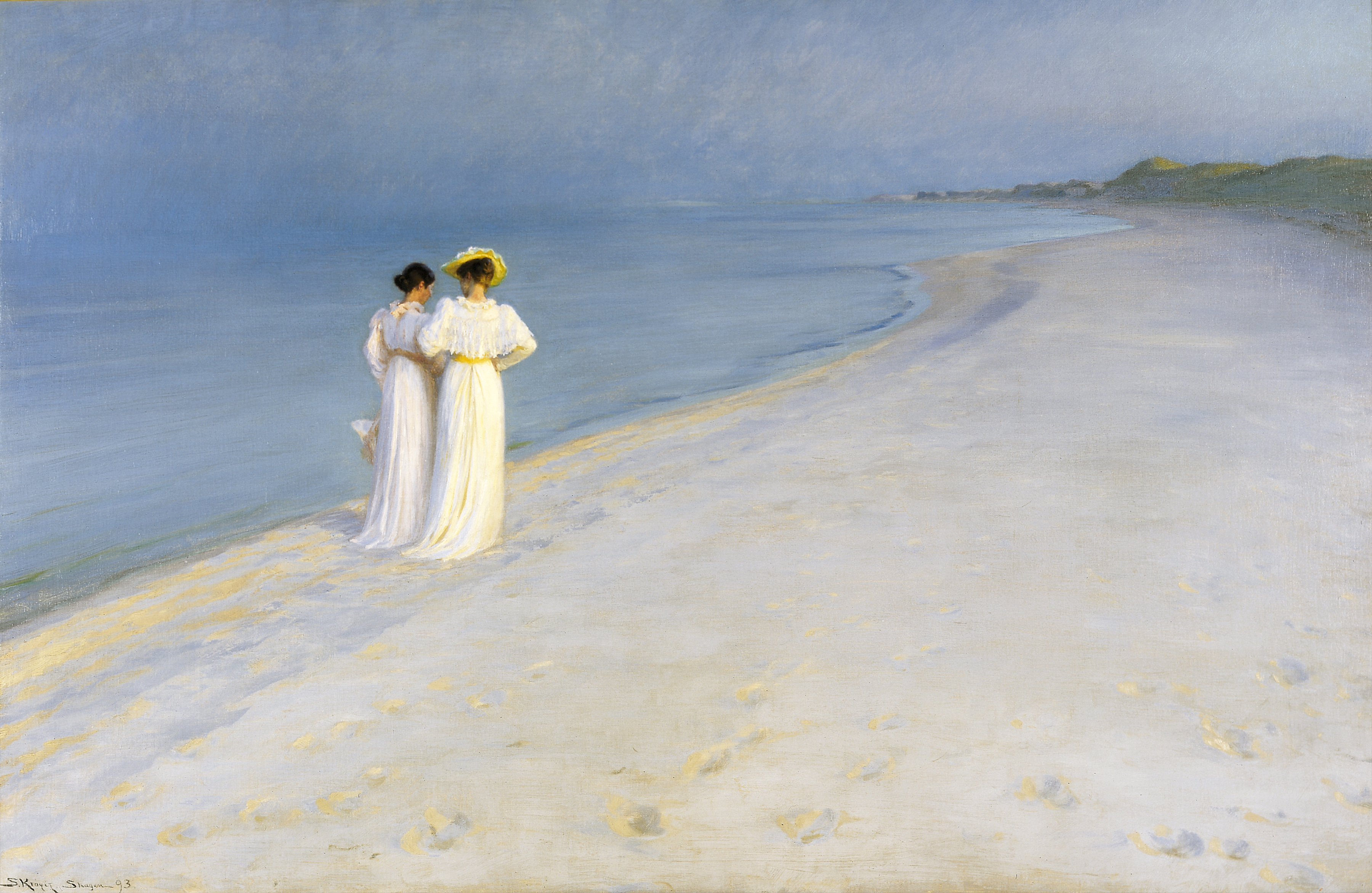
《아나 앙케르와 마리 크뢰위에르가 있는 스카겐 남쪽 해안의 여름 저녁》(Sommeraften ved Skagen Sønderstrand med Anna Ancher og Marie Krøyer, 1893년)
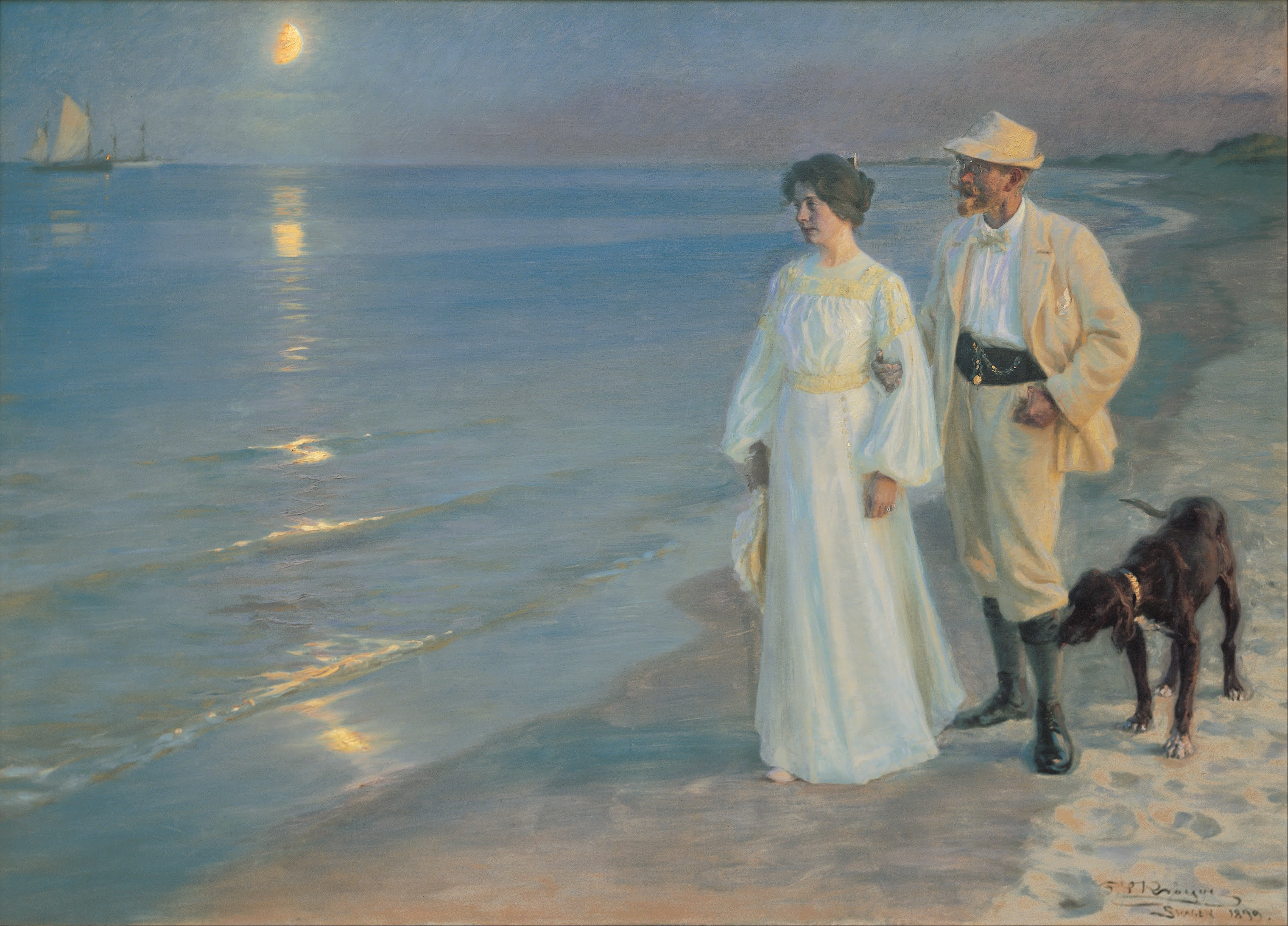
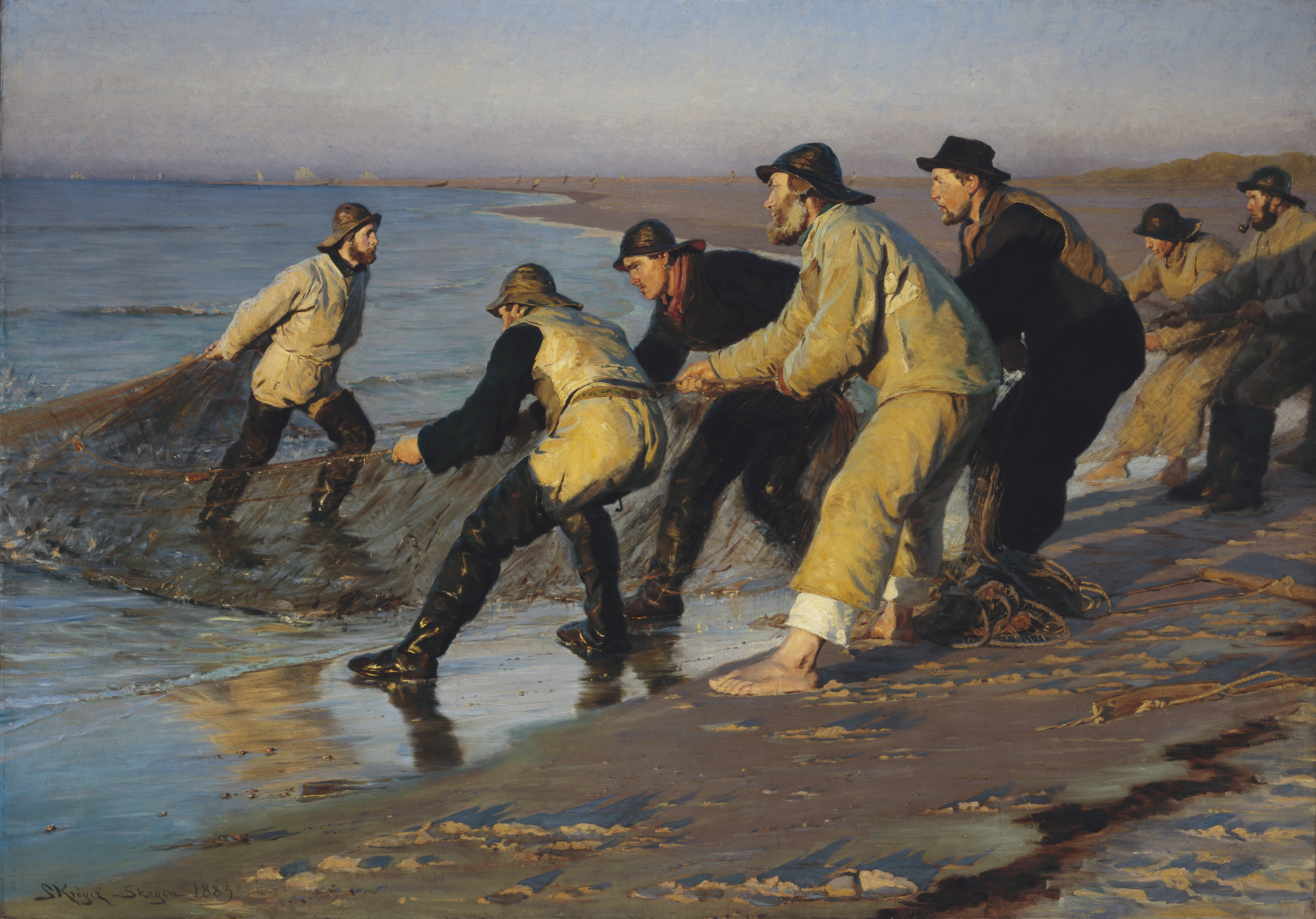